# アドレル駅
アドレル駅 (アドレルえき、ロシア語:Адлер) は、ロシアクラスノダール地方ソチにあるロシア鉄道北カフカース鉄道支社の駅である。

## ソチオリンピックと駅舎の拡張
2014年開催のソチオリンピックに向けて、競技会場・ソチ国際空港とソチ中心街（ソチ駅）を結ぶハブ（拠点）機能を果たすため、東側の出口に新駅舎が造られた。2010年に起工し、2013年10月28日に竣工した。
駅の面積は2万3000平方メートルで、ロンドンにあるキングスクロス駅3個分の広さ。一時間あたり約1万5千人を受け入れることができ、これはイスタンブールのハイダルパシャ駅の2倍である。また駅全体では同時に約2000人を収容することができる。
アドレル駅にある展望台には五輪マークが設置され、背景には黒海が広がる。一つの輪の大きさは直径1.5メートルほどである。オリンピック終了後、パラリンピック開催時には、パラリンピックのシンボルマークに掛け替えられた。
2014年2月5日正午に、専用列車で運ばれてきた五輪の聖火がアドレル駅に到着した。駅到着後、聖火リレーでソチを廻り、7日夜にオリンピックの開会式で聖火台にたどりついた。

## 隣の駅
ロシア鉄道北コーカサス鉄道支社
トゥアプセ - ヴェショロエ線
イズヴェスチヤ駅 - アドレル駅 - オリンピスカヤ・ジレーヴニャ駅
アドレル - ロザ・フトル線
アドレル駅 - エスト＝サドク駅 - ロザ・フトル駅
アドレル - アエロポルト・ソチ線
アドレル駅 - アエロポルト・ソチ駅